# 聖觀寺
聖觀寺，全名財團法人台北市聖觀寺，是位於台灣台北市大同區赤峰街、主祀準提觀音之佛寺。該廟宇興建於1948年，歷經整修多次，今為公寓型建築。另外，該廟宇的組織型態為財團法人制，祭典日期則是每年農曆之三月十六。